# Fang Šuanling
Fang Čjao z vljudnostnim imenom Šuanling, bolj znan kot Fang Šuanling (kitajsko 房玄齡) in posthumno znan kot vojvoda Vendžao iz Lianga, je bil kitajski državnik in pisatelj, ki je služil kot kancler pod cesarjem Tajdzongom v zgodnji dinastiji Tang, * 579, † 18. avgust 648.  
Bil je glavni urednik zgodovinske Knjige Džina, ki  zajema zgodovino dinastije Džin (266–420), in eden najbolj slavnih kanclerjev dinastije Tang. On in njegov kolega Du Ruhvi sta bila pogosto opisana kot vzornika kanclerjem v cesarski Kitajski. 

## Življenje

### Mladost
Fang Šuanling je bil rojen leta 579, malo pred propadom dinastije Severni Džov. Izhajal je iz plemiške družine: njegov praded Fang Ji je bil general, uradni dedni knez pod dinastijo Severni Vej, njegov ded Fang Šjong je bil uradnik, njegov oče Fang Jančjan pa civilni upravitelj dinastije Sui. 
V mladosti se je obsežno izobraževal in bil izučen kaligraf. Že takrat naj bi imel politična predvidevanja, ki jih ponazarja naslednja zgodba iz Knjige Tanga. Na potovanju v prestolnico Čangan je njegov oče pripomnil, da bo dinastija Sui trajala dolgo, ker je v državo prinesla mir. Fang Šuanling naj bi mu odgovoril: 
»Cesar (Ven) nima nobenih zaslug ali vrlin, moč je pridobil z izdajo. Svojim dedičem je zadržal dolgoročne dobičke. In ker prestolonaslednik ni prav nič drugačen od svojih bratov, ki se bodo borili za nasledstvo, tako kot se bodo potegovali za ekstravaganco in razkošje. Na koncu se bodo pobili in država bo propadla. Tudi če je trenutno vse mirno, pričakujem kmalu padec dinastije.« 
Njegova  ocena se je pozneje izkazala za pravilno. 
Leta 596 je Fang Šuanling pri sedemnajstih letih opravil izpit za kitajsko državno službo in postal častnik cesarske vojske. Kljub velikemu vtisu, ki ga je naredil na notranjega ministra Gao Šjaodžija, se zdi, da njegova služba ni trajala dolgo. Ko je njegov oče zbolel, je skrbel zanj deset let do njegove smrti. Po smrti se je pet dni postil. Kasneje je sprejel mesto guvernerja okrožja Šišeng v današnjem  Šanšiju. 

### Službovanje pod Li Šiminom
Leta 617 je izbruhnil upor generala Li Juana proti cesarju Jangu iz Suija. Fang Šuanling je odšel v tabor Li Juanovega sina Li Šimina in mu ponudil svoje storitve. Po priporočilu svetovalca Ven Janboja je bil Fang sprejet in je kmalu postal vodja Li Šiminovega osebja in njegov najbližji zaupnik. Svoj položaj je obdržal tudi po  padcu dinastije Sui leta 618. 
Leta 621 je Li Šimin premagal vojskovodjo Vang Šičonga in zasedel njegovo prestolnico Luojang. Tja je poslal Fang Šuanlinga, da bi zaščitil cesarske arhive iz obdobja Sui, vendar jih je Vang Šičong že pred njegovim prihodom seažgal. Istega leta je cesar Li Šimina odlikoval za njegove dosežke in zgradil podeželsko hišo, kjer so literarni svetovalci iz njegovega osebja lahko raziskovali in razpravljali. Fang Šuanling je tam navezal stike z bodočima kanclerjema Du Ruhuijem in Šu Džingdzongom. Fang je vedno koval najboljše načrte, a je bil pri sprejemanju odločitev vedno neodločen, Du Ruhui pa je lahko zelo hitro presodil, kateri pristop je najboljši. Iz njune naveze izhaja poznejši kitajski pregovor: Fang načrtuje, ti se odločiš (kitajsko 房謀杜斷, Fang mou Du duan). 

### Vzpon na položaj kanclerja, prestolonaslednikovega svetovalca  in kneza Veja
Leta 626 sta se Fang Šuanling in Du Ruhui zapletla v nasledstveni spor med prestolonaslednikoma Li Džjančengom in Li Šiminom, zaradi česar sta bila prestolonaslednik in princ Li Juandži usmrčena.  Li Šimin je kljub temu še naprej zelo spoštoval tako Fanga kot Duja. Fang je bil celo imenovan za džongšu linga, kar je enakovredno bodočemu kanclerju. Dva meseca kasneje je po očetovi abdikaciji Li Šimin postal cesar. Naslednje leto je za kneze imenoval svojih pet višjih svetovalcev in generalov: Juči Džingdeja, Hou Džundžija, Džangsun Vija, Du Ruhuja in Fang Šuanlinga. 
Leta 630 sta bila Du Ruhui in Fang Šuanling imenovana za osebna svetovalca prestolonaslednika Li Čengčjana. Istega leta je Fang prejel tudi naziv kneza Veja. 

### Zasluge, vladna reforma (634), odstavitev s položaja, ponovna uveljavitev, knez Lianga
Eden od Fangovih najbolj izjemnih dosežkov je bila uvedba poenostavljene vladne reforme leta 634. Iz neznanih razlogov so ga  leta 636 odstranili s položaja in se je umaknil na svoje posestvo. Na zahtevo umirajoče cesarice Džangsun ga je cesar ponovno postavil na prejšnji položaj in mu leta 637 podelil naslov kneza Lianga in dedno mesto civilnega upravitelja prefekture Song. Fang je kljub temu ostal v prestolnici in služboval kot kancler, dokler mu niso dokončno odvzeli prefekture. 

### Časti, poroka njegovih otrok v cesarsko družino, nazivi
Leta 638 sta Fang Šuanling in Vej Dženg (580–643) prejela cesarski meč kot nagrado za svoje zasluge. Naslednje leto se je Fangov sin Fang Jiaj poročil s cesarsko princeso Gaojang, Fangova hči pa s princem Li Juandžijem iz Hana. Leta 642 je bil Fang Šuanling odlikovan z nazivom sikong in vključen med Tri vzvišene, ki je bil častni naziv za izjemne uradnike dinastije Han. Leta 643 je cesar naročil slavnemu portretnemu slikarju Janu Libenu, da na zunanje stene palače Lingjan namesti serijo slik 24 uglednih politikov. Med njimi je bila tudi Fang Šualingova slika. Istega leta je cesar odstavil svojega prestolonaslednika Li Čengčjana in namesto njega za prestolonaslednika postavil Li Taija. Za njegove svetovalce je imenoval Džangsun Vujija, Šjao Juja in Fang Šuanlinga. 

### Pisanje dinastična zgodovine (Knjiga Džina) in smrt
V svojih zadnjih letih je Fang Šuanling izkoristil državne arhive, da je sestavil zgodovino dinastije Džin (265-420), znano kot Knjiga Džina. Nekaj poglavij je napisal cesar Taidzong. 
Fang Šuanling je umrl leta 648 v starosti 69 let. Njegovi potomci so postali manjši podeželski uradniki. 

## Vir
- Karl Bünger. Quellen zur Rechtsgeschichte der T’ang-Zeit. Neue, erweiterte Ausgabe mit einem Vorwort von Denis Twitchett. Steyler Verlag, Nettetal 1996, ISBN 3-8050-0375-7, (Monumenta serica Monograph series 9).